# Klipino Brdo
Klipino Brdo – wieś w Chorwacji, w żupanii karlowackiej, w mieście Karlovac. W 2011 roku liczyła 14 mieszkańców.